# Троицкое (Хабаровский край)
Тро́ицкое — село в Нанайском районе Хабаровского края. Административный центр района, административный центр и единственный населённый пункт сельского поселения «Село Троицкое». Стоит на правом берегу Амура.

## История

Церковь в селе Троицкое

В июне 1859 года семь беднейших семей Вятской губернии прибыли на Дальний Восток, из них только три семьи остались осваивать новое место. Среди переселенцев были семьи Городиловых, Смирновых, Губановых. Они поселились рядом с нанайским стойбищем ДолИн. К концу осени вдоль берега цепочкой протянулось 7 бревенчатых домиков. В 1860 году в селе было уже 29 крестьянских хозяйств. В 1861 году прибыла новая группа переселенцев из Вятской губернии.
Существует три версии происхождения названия села: три семьи были основателями села; первые поселенцы прибыли на поселение в религиозный праздник Троица; название села перенесено с западных районов страны, где проживали переселенцы.
В начале 1860-х годов в Троицком жило 32 семьи, а в 1910 году — их уже более полусотни. Первоначально поселенцы занимались хлебопашеством и рыболовством. Нанайцы научили переселенцев промышлять кету. В 1867 году стали заниматься почтовым извозом, а в 1872 году крестьяне полностью отказались от выращивания хлеба из-за неблагоприятных погодных условий. Теперь главными занятиями жителей Троицкого становятся охота и рыболовство.
Рассказы старожилов и архивные документы говорят о том, что до 1917 года весь жилищный фонд села Троицкое состоял из деревянных домов, сколоченных сообща каждой семье. Над речкой протянулась улица Набережная длиной в 1 км. К концу 1912 года построили небольшую школу, волостную контору, церковь.
В 1914 году началась Первая мировая война, и многие молодые мужчины ушли на фронт. После Февральской революции они вернулись домой, но вскоре началась новая война — Гражданская.
Троицкая волость была отдалённой частью Хабаровского уезда, и её отдалённость создавала хорошие условия для действий партизан. Возникшие революционные подпольные группы входили в отряд Д. И. Бойко-Павлова.
В 1929 году из местной церкви сделали клуб. Позже, в 1930-е годы, он сгорел. На пепелище было выстроено здание милиции, но со временем его снесли. Открывается школа, появляются библиотека, клуб, кинотеатр, возникают промышленные предприятия. В 1928 году в Троицком открывается первая больница, рассчитанная на 5 коек, где работает всего один врач. Через четыре года она преобразуется в участковую больницу со штатом 4 человека. В 1934 году начинают свою работу райздравотдел и районная больница, рассчитанная уже на 15 стационарных мест. С 1934 года работает радиоузел, в этом же году в Троицком открылась первая пекарня.
В 1935 году выходит первый номер районной газеты, одна страница которой печаталась на русском языке, а другая — на нанайском.
В 1938 году в Троицком открылась первая средняя школа, которая располагалась в деревянном здании. И только через два с лишним десятилетия сдаётся в эксплуатацию типовое кирпичное здание средней школы № 1.
В 1939 году в селе открылась первая аптека, которая сейчас занимается снабжением лекарственными препаратами всех медицинских учреждений.
В семидесятые — восьмидесятые годы были возведены: обелиск павшим односельчанам (1973 г.) в парке Центра культуры и досуга и стела «Дружбы народов» (1984 г.).
В честь 55-летия окончания Великой Отечественной войны в селе открыта площадь Победы, разбит сквер с фонтаном.

## Население
| 1915  | 1926  | 1939  | 1959  | 1970  | 1979  | 1989  |
| ----- | ----- | ----- | ----- | ----- | ----- | ----- |
| 430   | ↗623  | ↗2165 | ↗4680 | ↗5206 | ↗5576 | ↗6015 |
| 1992  | 2002  | 2010  | 2011  | 2012  | 2013  | 2014  |
| ↘6000 | ↘5725 | ↘5143 | ↘5139 | ↘5056 | ↘4950 | ↘4849 |
| 2015  | 2016  | 2017  | 2018  | 2019  | 2020  | 2021  |
| ↘4767 | ↘4686 | ↗4714 | ↘4677 | ↗4690 | ↗4699 | ↘4683 |
| 2023  | 2024  |       |       |       |       |       |
| ↗4786 | ↘4470 |       |       |       |       |       |

## Экономика
Взрослое население Троицкого трудится в основном в бюджетных организациях и на тех немногих предприятиях, которые расположены на его территории, среди них Нанайское ДРСУ, Нанайское опытное лесное хозяйство, ЗАО «Троицкий речной порт», МУПТЭК, ООО «Жилстрой», предприятия системы потребительской кооперации.

## Образование
В настоящее время сеть образовательных учреждений представлена: одной средней школой, лесозаводской начальной школой, а также тремя детскими дошкольными учреждениями, центром внешкольной работы, детской школой искусств. В 1996 году был образован детский дом для детей-сирот и детей, оставшихся без попечения родителей дошкольного возраста на 25 мест.

## Культура

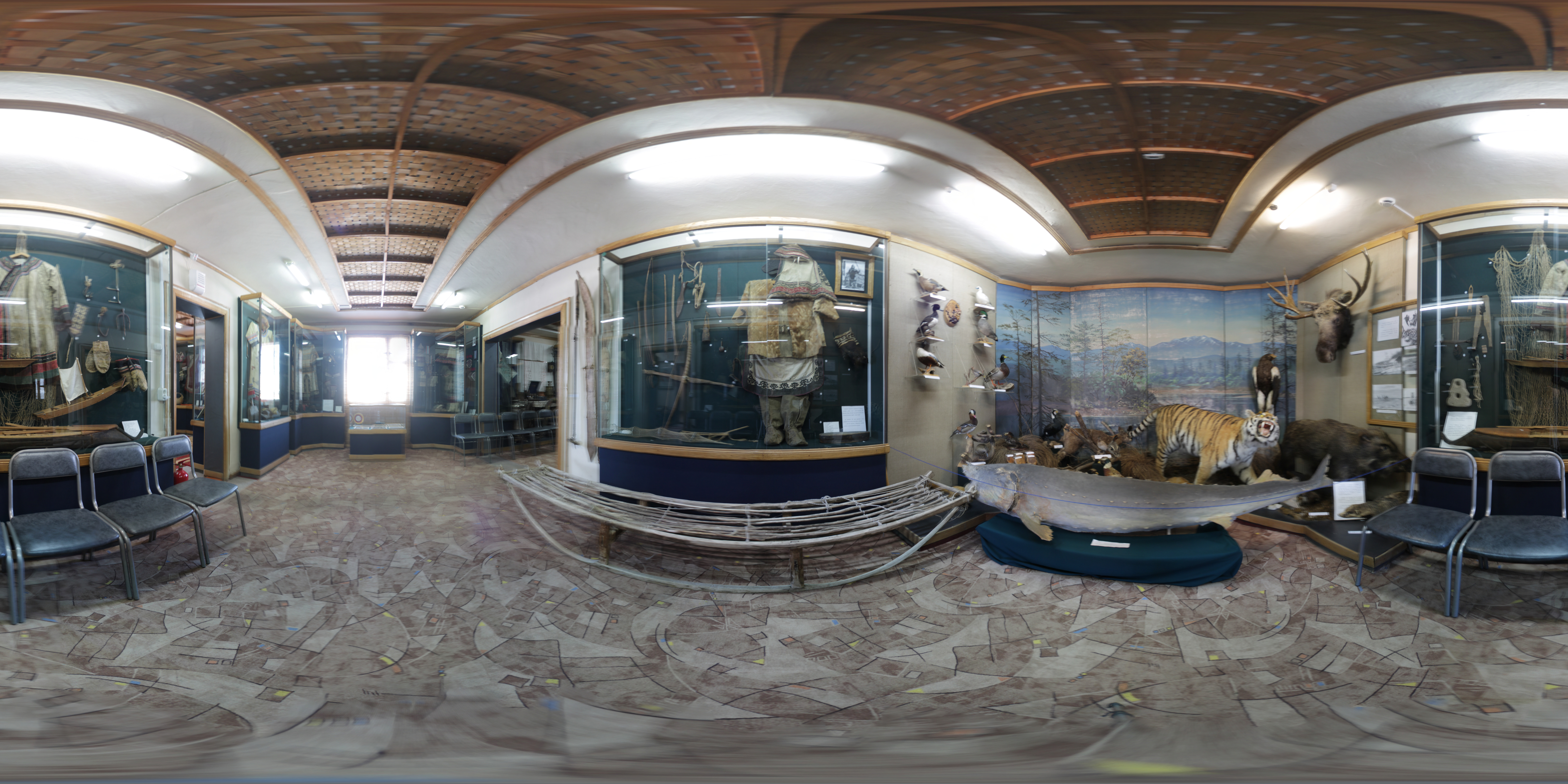
Краеведческий музей

Свой досуг жители села проводят в Центре культуры и досуга. Среди учреждений культуры, расположенных в Троицком — краеведческий музей, открытый в 1973 году; детская школа искусств, открытая в 1970 году.